# Johnny McDaid
Johnny McDaid (* 24. Juli 1976 in Derry in Nordirland) ist ein nordirischer Produzent, DJ, Songwriter und Sänger.

## Musikalische Karriere
McDaid schrieb für Snow Patrol, Iain Archer, Declan O’Rourke, Tonio K, Freelance Hellraiser, Helen Boulding und Bryn Christopher. Er schrieb den Titelsong für den Film Haus der Verrückten (Original-Titel: De Gales hus, Regie: Eva Isaksen) und produzierte und schrieb Songs für die Records Sony BMG, Universal, EMI, PIAS, Mushroom und Capitol Records. Er arbeitete unter anderem mit Paul van Dyk zusammen und war mit dem Song Time Of Our Lives, eine Single von Paul van Dyks Grammy-nominiertem Album Reflections (1999). Mit dem Nummer-1 Club Chart Song Home (mit Paul van Dyk) gewann er 2009 den Trance Award in der Kategorie „Bester Song“.
Momentan arbeitet er mit den Künstlern Karima Francis, Gary Go, Joe Echo, Tim Myers von One Republic, Example, Rosi Golan und Paul van Dyk für sein kommendes Album zusammen. Er schrieb 2011 in der Sendung Unser Song für Deutschland einen Song für die Eurovision-Song-Contest-Siegerin Lena Meyer-Landrut namens I like You (mit Rosi Golan), welcher es allerdings nicht in die Endrunde geschafft hat. Oft tritt er mit Snow Patrol auf Touren und in Radio-Shows auf. Er spielt Keyboard und Gitarre und singt. McDaid mixt und nimmt mit dem SSL matrix desk auf.
Seit 2014 ist er mit der Schauspielerin Courteney Cox liiert.
2017 schaffte es McDaid als Autor von Ed Sheerans Shape of You 15 Wochen am Stück an die Spitze der deutschen Singlecharts. Die Single wurde innerhalb von fünf Monaten mit einer Diamantenen Schallplatte für über eine Million verkaufte Einheiten ausgezeichnet, damit zählt das Stück zu den meistverkauften Singles in Deutschland. Im August 2017 war er an der Single What About Us? von Pink als Koautor beteiligt.
2020 war McDaid als Koautor und -produzent an Underdog von Alicia Keys beteiligt.
2021 war er zusammen mit u. a. Ed Sheeran am Lied Permission to Dance von BTS beteiligt, welches die Spitze der US-Charts erreichte.